# Reichsunmittelbare Stadt Triest und ihr Gebiet
| Reichsunmittelbare Stadt Triest (und ihr Gebiet) (Città Imperiale di Trieste e Dintorni) (1910) |                      |
| Wappen der reichsunmittelbaren Stadt Triest                                                     |                      |
| Sitz der Verwaltung:                                                                            | Triest               |
| Fläche:                                                                                         | 95 km²               |
| Einwohnerzahl:                                                                                  | 229.995              |
| Bevölkerungsdichte:                                                                             | 2414,8 Einwohner/km² |
| Karte der Stadt Triest und Umgebung um 1911                                                     |                      |

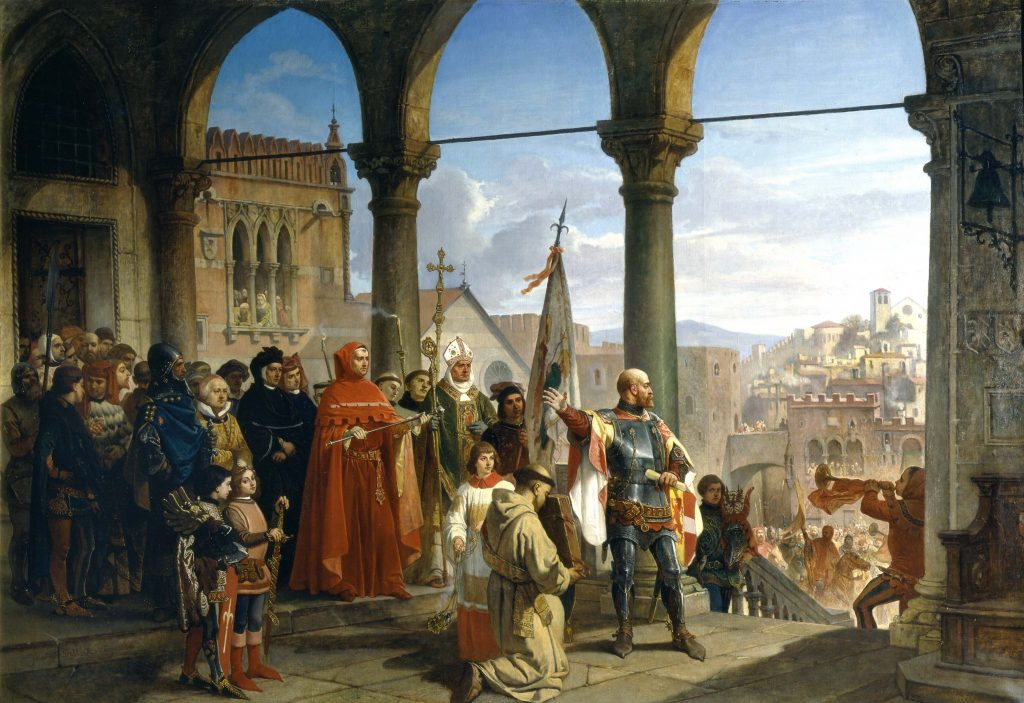
„Die freiwillige Unterwerfung Triests 1382“ – Historienbild aus dem 19. Jahrhundert von Cesare Dell’Acqua

Die Reichsunmittelbare Stadt Triest und ihr Gebiet (auch Herrschaft Triest) (Italienisch Città Imperiale di Trieste e Dintorni) war ein teilsouveräner Stadtstaat und bestand von 1382 bis 1809 und von 1849 bis 1918 aus dem Gebiet der litoralischen Stadt Triest und ihrer Vororte.
Die Stadt war seit dem 14. Jahrhundert im Besitz der Habsburger und wurde durch ein kaiserliches Dekret von Franz Joseph I. vom 2. Oktober 1849 wieder zur reichsunmittelbaren Stadt erhoben. 1867 wurde das Gebiet als Corpus separatum zu einem teilautonomen Gliedstaat (Kronland) Cisleithaniens in Österreich-Ungarn. Beim Zerfall des Habsburgerreiches am Ende des Ersten Weltkriegs wurde das Territorium Teil des Königreichs Italien.

## Geschichte

### Hintergrund
Nach dem Untergang des Weströmischen Reiches im Jahr 476 wurde Triest zu einem byzantinischen militärischen Vorposten. Im Jahr 567 wurde die Stadt von den einfallenden Langobarden zerstört und 788 Teil des Frankenreichs.
Von 1081 ab blieb Triest weitgehend unabhängig. Nach zwei Jahrhunderten der Kriege gegen die nahe gelegene Großmacht, der Republik Venedig, die Triest von 1369 bis 1372 besetzt hielt, baten wichtigste Vertreter der Stadt den österreichischen Herzog Leopold III. von Habsburg um die Angliederung von Triest an das Haus Habsburg. Die schriftliche Vereinbarung dazu wurde im Oktober 1382 in Laibach (Ljubljana) unterzeichnet. Damit manifestierte sich auch Triests Zugehörigkeit zum Heiligen Römischen Reich deutscher Nation, die bis zu dessen Untergang im Jahre 1806 Bestand hatte.

### Triest unter Habsburgerherrschaft bis 1815

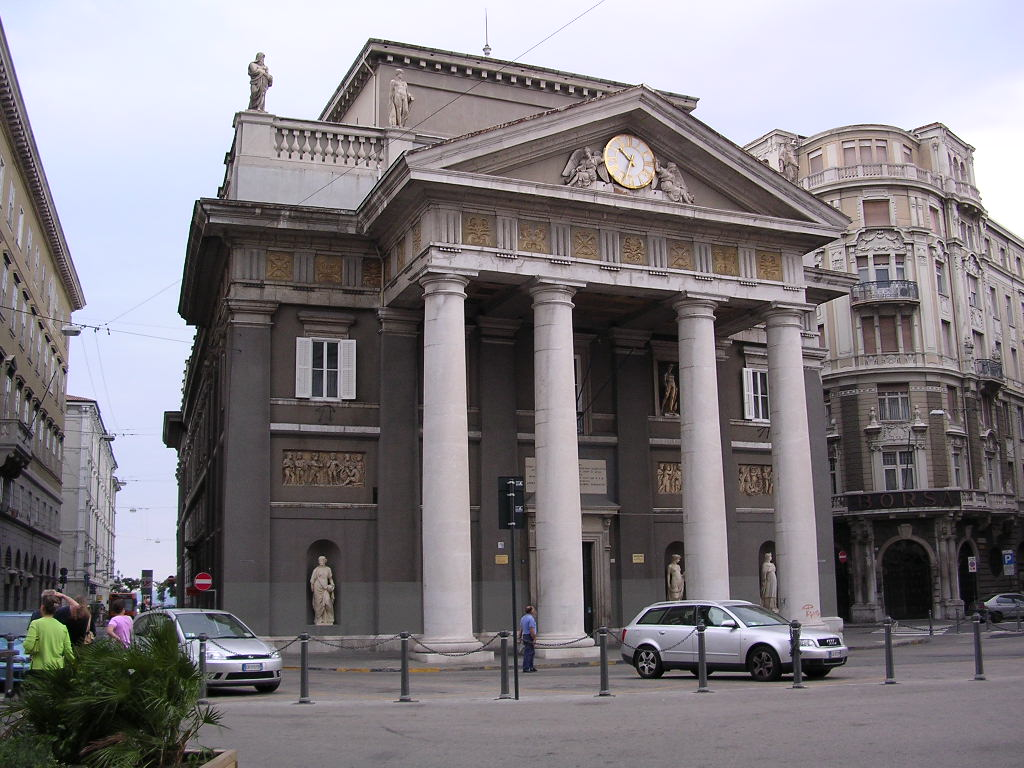
Die 1755 errichtete Börse von Triest, 2004

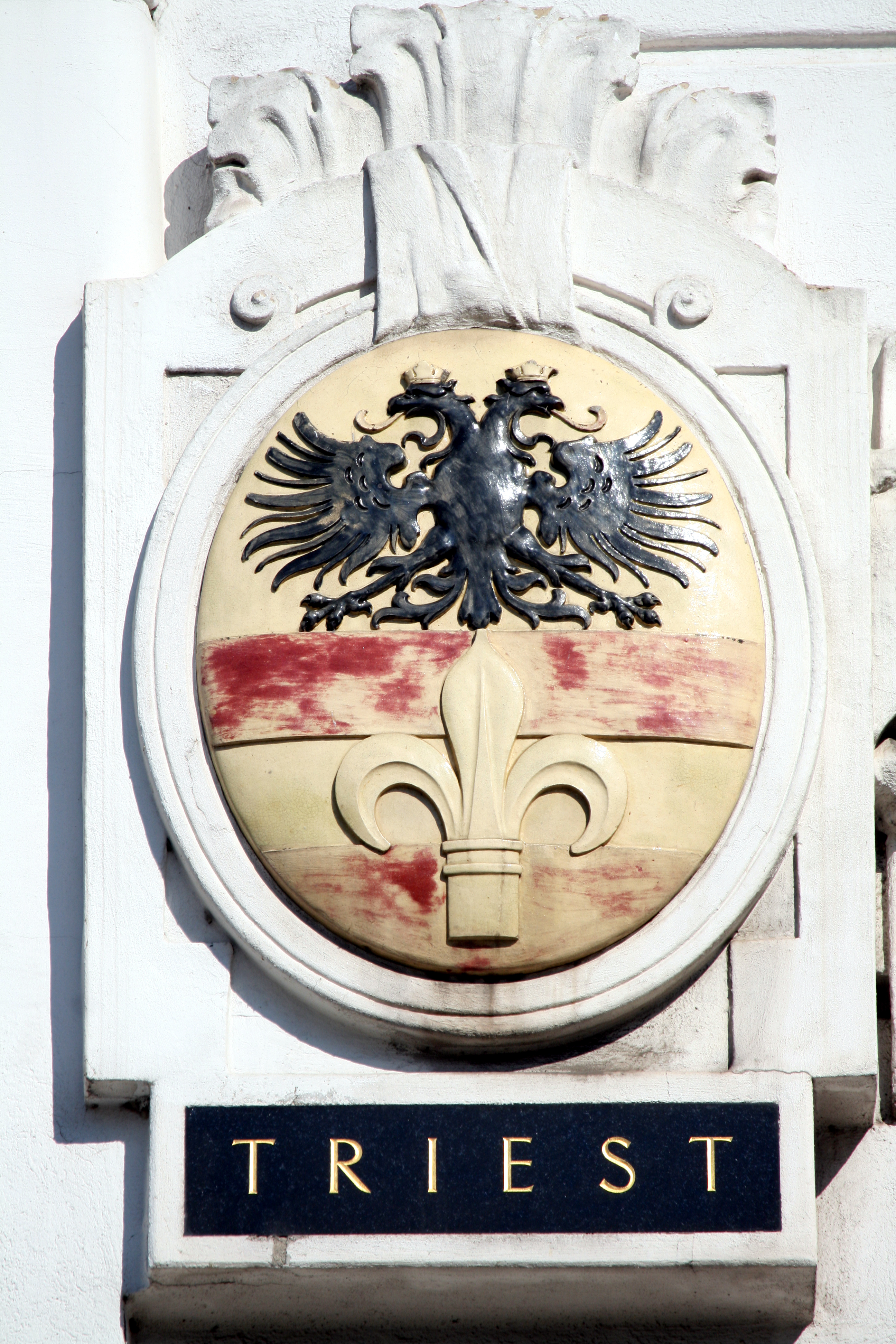
Wappen von Triest auf dem einst von der Marinesektion des k.u.k. Kriegsministeriums genutzten Amtsgebäude Marxergasse 2 in Wien. Im amtlichen Gebrauch der k.u.k. Marine wurden die Namen in italienischer Sprache verwendet.

Im Zuge der italienischen Kriege zwischen den europäischen Großmächten wechselte Triest mehrmals den Besitzer. 1508 wurde Triest wieder von Venedig besetzt. Ein Jahr später folgten wieder die Habsburger. Die österreichisch-venezianische Rivalität über die Adria zerstörte Triest mehrmals schwer und schwächte die Bemühungen beider Staaten, gegen die Expansion des Osmanischen Reiches auf dem Balkan vorzugehen.
Triest hatte weitgehende innere Autonomie im Herrschaftsbereich der Habsburger und besaß schon vor dem Februarpatent 1861 zahlreiche eigene staatliche Institutionen.
Parallel zum Niedergang Venedigs im 17. Jahrhundert wurde die Stadt zu einem wichtigen Hafen und Handelszentrum ausgebaut. Im Juni 1717 wurde Triest unter dem römisch-deutschen Kaiser Karl VI. ein Freihafen innerhalb des Habsburgerreiches und blieb dies bis zum 1. Juli 1891.
Im Juni 1734 gab Karl VI. den Bau einer Marinebasis in der Stadt in Auftrag. Seine Herrschaft und die seiner Tochter und Nachfolgerin Maria Theresia war der Beginn einer blühenden Epoche für die Stadt. Sie begann mit dem Abriss der Stadtmauern im Jahr 1749 und führte zu freierer Ausdehnung und Wachstum der Stadt.
Das Wachstum von Triest wurde durch die französische Revolution und die Koalitionskriege gedämpft. 1804 wurde die Stadt als Kronland Teil des Kaisertums Österreich. Das Gebiet wurde aber von französischen Truppen dreimal besetzt (1797, 1805 und 1809). Nach der Niederlage Österreichs im fünften Koalitionskrieg wurde Triest mit dem Frieden von Schönbrunn von Österreich abgetrennt und 1809 an die französischen Illyrischen Provinzen angegliedert.
Während der Herrschaft der Franzosen verlor Triest seinen Status als Freihafen und seine Autonomie. Die Gemeindeautonomie wurde nach der Rückkehr der Stadt zu Österreich nicht wieder hergestellt. Auch bedeutete die Vereinigung der bis dahin durch mehrere Mächte beherrschten Gebiete wie Istrien und Triest das Zusammenleben verschiedener  Nationalitäten. Während die Italiener bis dahin überwiegend im venezianischen Teil lebten, siedelten die Slawen in den österreichischen Gebieten. Diese doppelte Ethnizität führte zu einem Jahrzehnte dauernden Kampf von Slawen und Italienern um die Vorherrschaft in Istrien.
1813 eroberten die Österreicher im sechsten Koalitionskrieg Triest und Istrien zurück und gliederten es ans Kaisertum Österreich an. Dies wurde durch den Wiener Kongress 1815 bestätigt.

### Teil Österreichs bzw. Österreich-Ungarns (1815–1914) und des Deutschen Bundes (1815–1866)

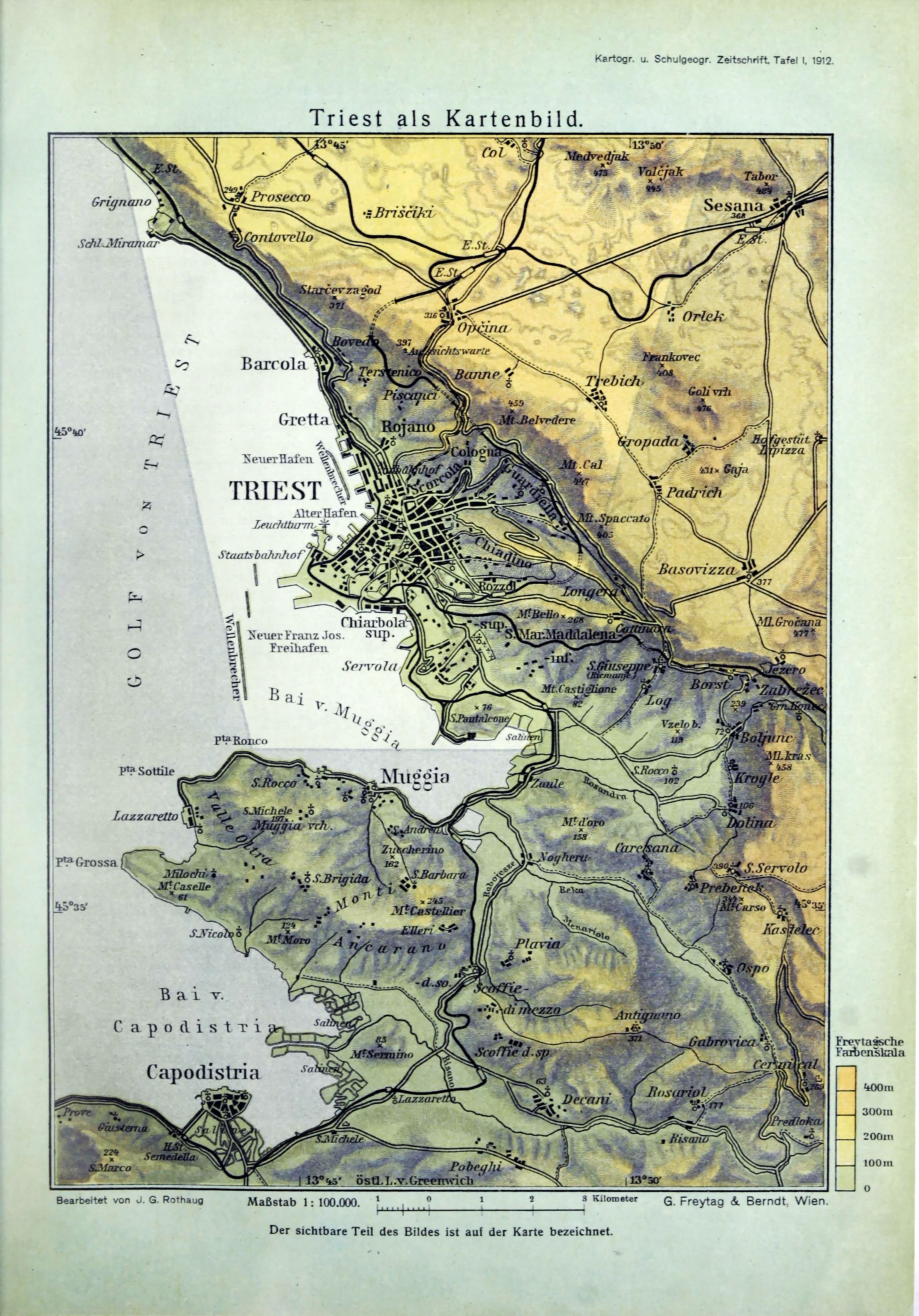
Verkehrssystem in Triest, 1912

Nach dem Wiener Kongress wurde Triest im kaiserlichen Österreich Teil des neu gegründeten Königreichs Illyrien. Als wichtigste Hafenstadt des Kronlandes erlebte Triest erneut eine Zeit des Aufschwungs. Der Status reichsunmittelbar gewährte Triest weitgehende wirtschaftliche Freiheiten. Die Rolle der Stadt als Haupthafen für Handel und Schiffbau führte zur Gründung mehrerer Handelsschifffahrtslinien.
Ab 1815 gehörte Triest als österreichische Stadt zum Deutschen Bund, der 1815 auf dem Wiener Kongress als Ersatz für das alte, 1806 untergegangene Heilige Römische Reich deutscher Nation geschaffen wurde, und markierte in etwa dessen Südausdehnung bis zur Adria. Insofern war Triest in Folge der bürgerlichen Revolution von 1848 auch Teil des Wahlgebietes zur Frankfurter Nationalversammlung (auch constituierende Reichsversammlung, Reichsparlament, deutsches Nationalparlament oder auch schon Reichstag). Bei diesen ersten gesamtdeutschen Wahlen wurden in den Wahlkreisen Küstenland-Triest-Stadt 1 und 2 mit Karl Ludwig von Bruck, Gabriel Jenny sowie Friedrich Moritz Burger drei Abgeordnete in das Parlament des sich konstituierenden Deutschen Reiches in Frankfurt gewählt. Auch nach dem Scheitern der Revolution und des Reiches blieb Triest Bestandteil des wiederhergestellten Deutschen Bundes, bis zu dessen Ende im Jahre 1866. Mit dem in diesem Jahr zur Beendigung des Deutschen Krieges geschlossenen Prager Frieden, schieden Österreich und damit auch Triest nach jahrhundertelanger Zugehörigkeit aus dem deutschen Staatsverband aus.
Mit der Einführung des Konstitutionalismus in der österreichischen Monarchie im Jahre 1860 wurde die Gemeindeautonomie der Stadt restauriert und Triest wurde nach der Gründung der Doppelmonarchie Österreich-Ungarn 1867 zu einem autonomen Kronland der österreichischen Reichshälfte und war seit 1868 auch Sitz des kaiserlichen Statthalters für die Kronländer Markgrafschaft Istrien und der Grafschaft Görz (siehe Österreichisches Küstenland).
Zur Zeit Österreich-Ungarns erlebte Triest rasantes Wirtschaftswachstum und wurde zu einem der wichtigsten Häfen des Mittelmeerraums. Die moderne österreichisch-ungarischen Marine verwendete Triest als Ort für den Bau ihrer Schiffe und nutzte die Stadt als Basis. Auch wurde der Eisenbahn- und Stadtverkehr ausgebaut, was zu einem raschen Ausbau der Triester Handels führte, der mit der Verschiffung von mehr als 6 Millionen Tonnen Gütern im Jahr 1913 seinen Höhepunkt erreichte. Triest war das Zentrum des Handels in Zentral- und Südosteuropa geworden.
Zu Beginn des 20. Jahrhunderts war Triest eine pulsierende Weltstadt mit zahlreichen Künstlern und Philosophen. Die imposante Wiener Architektur und Kaffeehäuser dominieren die Straßen von Triest bis zum heutigen Tag.

### Ende des Gebiets

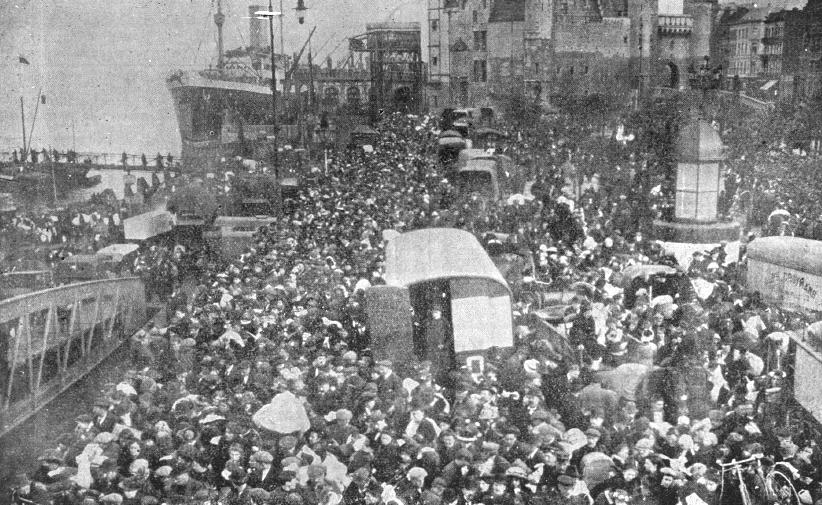
Anti-italienische Demonstration am Hafen Triest, 1915

Wie Trient in der Gefürsteten Grafschaft Tirol war Triest ein Schwerpunkt der Bewegung des italienischen Irredentismus, die auf die Angliederung aller von Italienern besiedelten Gebiete an Italien abzielte. Trotzdem lehnte die Mehrheit der italienischen Einwohner der Stadt den Anschluss an Italien ab.
Vom Ersten Weltkrieg blieb Triest weitgehend verschont. Zwar lag das Gebiet nach dem Kriegseintritt Italiens 1915 in der Nähe der Italienfront, es kam aber zu keinen Kampfhandlungen auf seinem Gebiet. Die Bewohner der Stadt litten wie in weiten Teilen Österreichs unter Lebensmittelknappheit.
Beim Zerfall der Habsburgermonarchie wurden am 31. Oktober 1918 einige ihrer Grenzgebiete, einschließlich Triests und Istriens, von Italien besetzt und annektiert. Mit der Verzichtserklärung von Kaiser und König Karl I., des letzten Herrschers von Triest, wurde das Kronland am 11. November 1918 aufgelöst. 1919 bestätigte Österreich im Vertrag von Saint-Germain und 1920 das neu entstandene Königreich Jugoslawien im Grenzvertrag von Rapallo die italienische Annexion von Triest, obwohl die Südslawen auch selbst Ambitionen auf die Stadt hatten.
Das Königreich Italien gewährte Triest zunächst noch ein Stück seiner alten Autonomie. Dies änderte sich mit der Machtübernahme der Faschisten unter Mussolini 1922. Triest verlor dabei seine letzte Autonomie und wurde italianisiert. Dabei wurden viele Kroaten und Slowenen vertrieben oder gezwungen, sich zu assimilieren.

## Politisches System
Triest verfügte als einziger Stadtstaat in Österreich-Ungarn über eine Sonderstellung. Der Landtag des Kronlandes funktionierte gleichzeitig als Gemeinderat beziehungsweise Stadtrat und der Landtagsvorsitzende war gleichzeitig als Landeshauptmann der Vertreter des österreichisch-ungarischen Monarchen. Im Parlament waren 54 Abgeordnete vertreten. Die meisten gehörten der italienischen oder slowenischen Bevölkerungsgruppe an.
Die Landesordnung (Verfassung) der Stadt wurde am 26. Februar 1861 erlassen und blieb formal bis 1920 in Kraft. Sie sah für Triest eigene staatliche Institutionen vor und machte das Kronland zur konstitutionellen Monarchie, deren Herrscher, der Kaiser von Österreich und König von Ungarn und Böhmen, den Titel Herr von Triest trug.
Das Kronland war Sitz der Statthalterei des Küstenlandes (italienisch I.R. Luogotenenza del Litorale), einer Polizeidirektion, des Stadtmagistrats, der Seebehörde der österreichischen Handelsmarine, eines Hafen- und Seesanitätskapitanats, des Oberlandes- und Landesgerichts, des Handels- und Seegerichts, der Finanz-, der Post- und Telegraphendirektion, einer Staatsbahndirektion, eines Bischofs, eines Brigade- und eines Seebezirkskommandos sowie zahlreicher Konsulate fremder Staaten (darunter auch eines deutschen).
In den Reichsrat in Wien konnte Triest anfangs zwei Abgeordnete entsenden. Später waren es fünf.
Das Gebiet gliederte sich in sechs Bezirke und war, was seine Fläche betrifft, das kleinste Kronland Österreichs.

## Wirtschaft
Triest verfügte über die bedeutendste Industrieproduktion des Küstenlandes und war das Wirtschaftszentrum der ganzen Region.
Die Industrie umfasste an größeren Fabriken das ausgedehnte Arsenal des Österreichischen Lloyd, die Schiffbauanstalt des Stabilimento Tecnico Triestino (auch für Kriegsschiffe), eine Hochofenanlage (Servola), mehrere Maschinen- und Metallwarenfabriken, zwei Reisschälfabriken, eine Fabrik chemischer Produkte, eine Mineralölraffinerie, mehrere Fabriken vegetabilischer Öle, eine Kaffeeschälfabrik, eine Spielkarten-, eine Zigarettenpapier-, eine Linoleum-, eine Jute-, eine Kork-, eine Seilfabrik, 2 Bierbrauereien, mehrere Fabriken für Farben, Zeresin, Seifen und Kerzen, Spiritus, Fischkonserven, Teigwaren, Kanditen und Schokolade, Papierwaren, Kunsteis, Briketts, Asphalt-, Zement- und Steinwaren, ein Elektrizitätswerk und eine Gasanstalt. Die Umgebung von Triest produzierte vorzüglichen Wein, Obst, Getreide, Öl und Steine. Seine eigentliche Bedeutung verdankte Triest aber dem Handel. Haupterwerbszweige der Bewohner waren aber der Handel und die Seeschifffahrt.
1906 waren in Triest 9462 Schiffe von 3.082.879 Tonnen (darunter 7240 Dampfer von 2.982.049 Tonnen) ein- und 9426 Schiffe von 3.051.251 Tonnen (davon 7211 Dampfer von 2.949.561 Tonnen) ausgelaufen. Neben der österreichisch-ungarischen Schiffen waren im Schiffsverkehr hauptsächlich auch britische und italienische vertreten.

## Bevölkerung

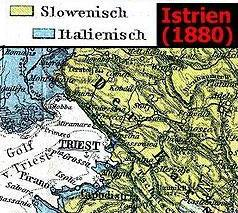
Sprachkarte von Triest, 1880

1900 lebten in Triest und auf seinem Gebiet 178.599 Menschen. Viele Einwohner sowie die österreichische Bürokratie waren deutschsprachig. Die Slowenischsprachigen lebten überwiegend in den umliegenden Dörfern. Die italienisch Sprechenden stellten mit 60,1 % die Mehrheit der Bevölkerung im Zentrum der Stadt, 38,1 % in den Vororten und 6,0 % in der Umgebung.
Im Territorium lebten auch einige andere kleinere ethnische Gemeinschaften: Tschechen, Istrorumänen, Serben und Griechen.
|           | 1880             | 1890              | 1900              | 1910              |
| --------- | ---------------- | ----------------- | ----------------- | ----------------- |
| Italiener | 88.887 (61,37 %) | 100.039 (63,53 %) | 116.825 (65,41 %) | 119.023 (54,65 %) |
| Slowenen  | 26.263 (18,13 %) | 27.725 (17,61 %)  | 24.679 (13,82 %)  | 56.908 (26,13 %)  |
| Deutsche  | 5.141 (3,55 %)   | 7,107 (4,51 %)    | 8.880 (4,97 %)    | 11.850 (5,44 %)   |
| gesamt    | 144.844          | 157.466           | 178.599           | 217.790           |

N.B.: Bei den Volkszählungen wurden nur die Umgangssprachen der zuständigen österreichischen Staatsbürger erhoben. 1900 betrug die Zahl der sogenannten Staatsfremden 27.589, 1910 38.554 Personen (dazu zählten auch Bürger der ungarischen Reichshälfte).
Die meisten Einwohner waren katholischen Glaubens. Die religiöse Verteilung belief sich 1900:
- römisch-katholisch (169.921 Einwohner, 95,14 %)
- evangelisch (1.792, 0,99 %)
- Griechisch-Orientalisch (1.378, 0,77 %)
- jüdisch (4.954, 2,77 %)

## Bildung, Kultur und Infrastruktur

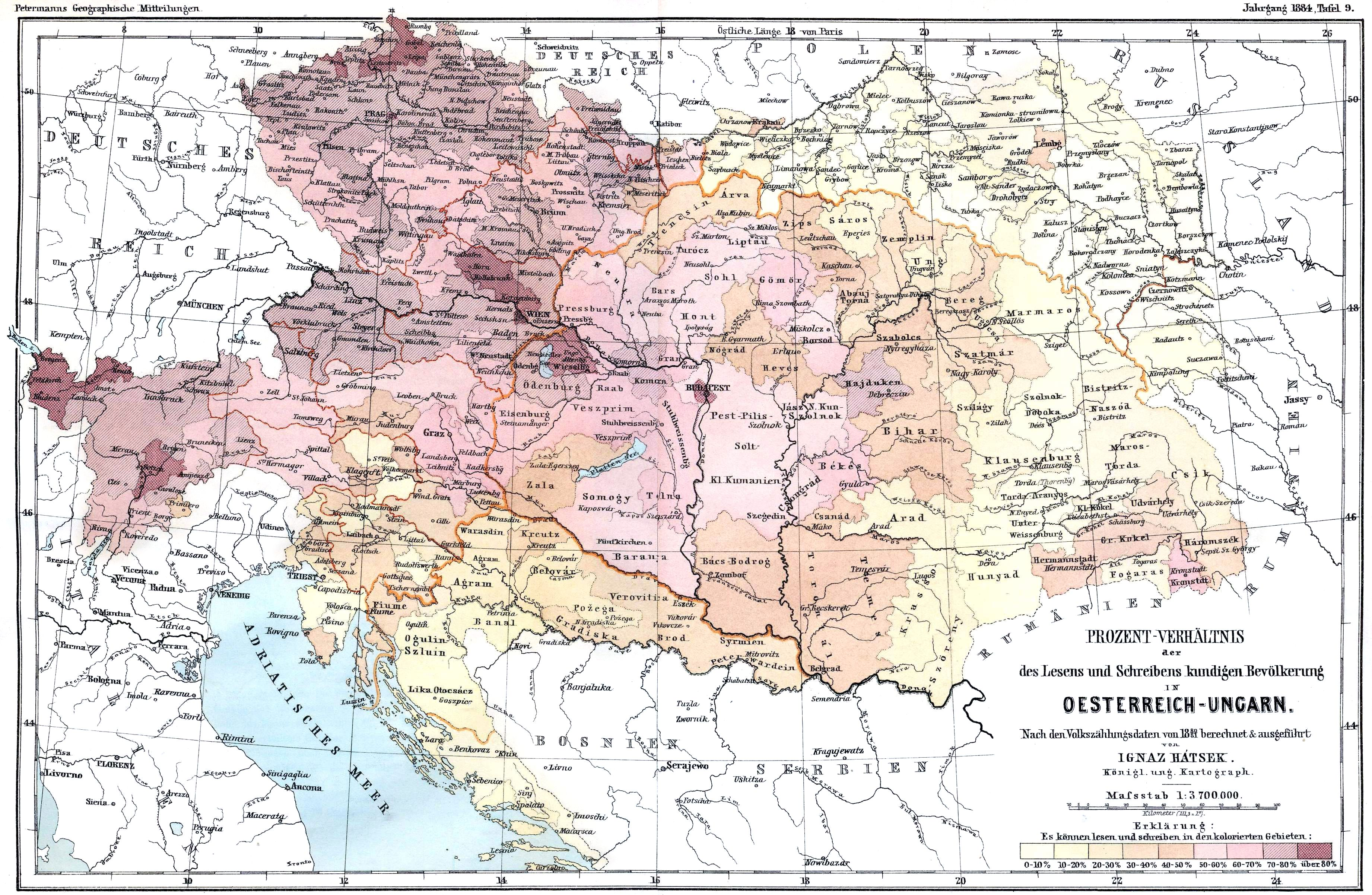
Alphabetisierungsrate in Österreich-Ungarn (Volkszählung 1880)

Triest entwickelte sich unter den Habsburgern zu einer Großstadt und war neben Wien, Prag und Budapest eine der wichtigsten Städte der Doppelmonarchie.
An Museen und Kunstausstellungen war die Stadt reich: Zu nennen sind
- ein städtisches Altertumsmuseum, das Museo lapidario mit römischen Antiquitäten,
- ein städtisches Kunstmuseum im Palast Revoltella mit Gemälden und Skulpturen,
- ein städtisches naturhistorisches Museum, das unter anderem die Fauna des Adriatischen Meeres zeigte,
- ein Aquarium mit zoologischer Station im Stadtteil St. Andrea,
- ein astronomisches und meteorologisches Observatorium,
- ein Post- und Telegrafenmuseum,
- eine städtische Bibliothek mit 100.000 Bänden und
- ein hydrographisches Institut der k.u.k. Kriegsmarine mit Sternwarte.

In Triest erschienen um 1900 53 meist italienische Zeitungen. Triest besaß fünf Theater, mehrere Seebadeanstalten und eine der modernsten elektrischen Straßenbahnen (Straßenbahn Triest) weltweit (16,2 km Länge).
An Unterrichtsanstalten besaß die Stadt eine Handels- und nautische Akademie und eine Handelshochschule, zwei Obergymnasien und zwei Oberrealschulen (je eine staatliche deutsche und eine städtische italienische Anstalt), eine Staatsgewerbeschule, eine Hebammenlehranstalt, ein städtisches Mädchenlyzeum, acht Bürgerschulen sowie 44 öffentliche und 12 private Volksschulen.